# جون فرانك بويد
جون فرانك بويد (بالإنجليزية: John Frank Boyd)‏ هو محامي وقاضي وسياسي أمريكي، ولد في 8 أغسطس 1853 في كونيلسفيل في الولايات المتحدة، وتوفي في 28 مايو 1945 في لوس أنجلوس في الولايات المتحدة. حزبياً، نشط في الحزب الجمهوري. وقد انتخب عضو مجلس النواب الأمريكي.